# Crœttwiller
Crœttwiller (deutsch Kröttweiler) ist eine französische Gemeinde mit 178 Einwohnern (Stand 1. Januar 2021) im Département Bas-Rhin in der Europäischen Gebietskörperschaft Elsass und in der Region Grand Est.

## Geschichte
Das Land gehörte seinerzeit der Kaiserin Adelheid (Adelaide). Im 13. und im 14. Jahrhundert gehörte das Dorf der Familie von Fleckenstein. Aus dem Jahr 1347 stammt die erste bekannte Erwähnung unter dem Namen „Kretenwilre“. Im Laufe der Jahrhunderte wechselte das Dorf mehrfach seinen Namen: Greitwiller, Krötwiller, Groetwiller und Kreperer.

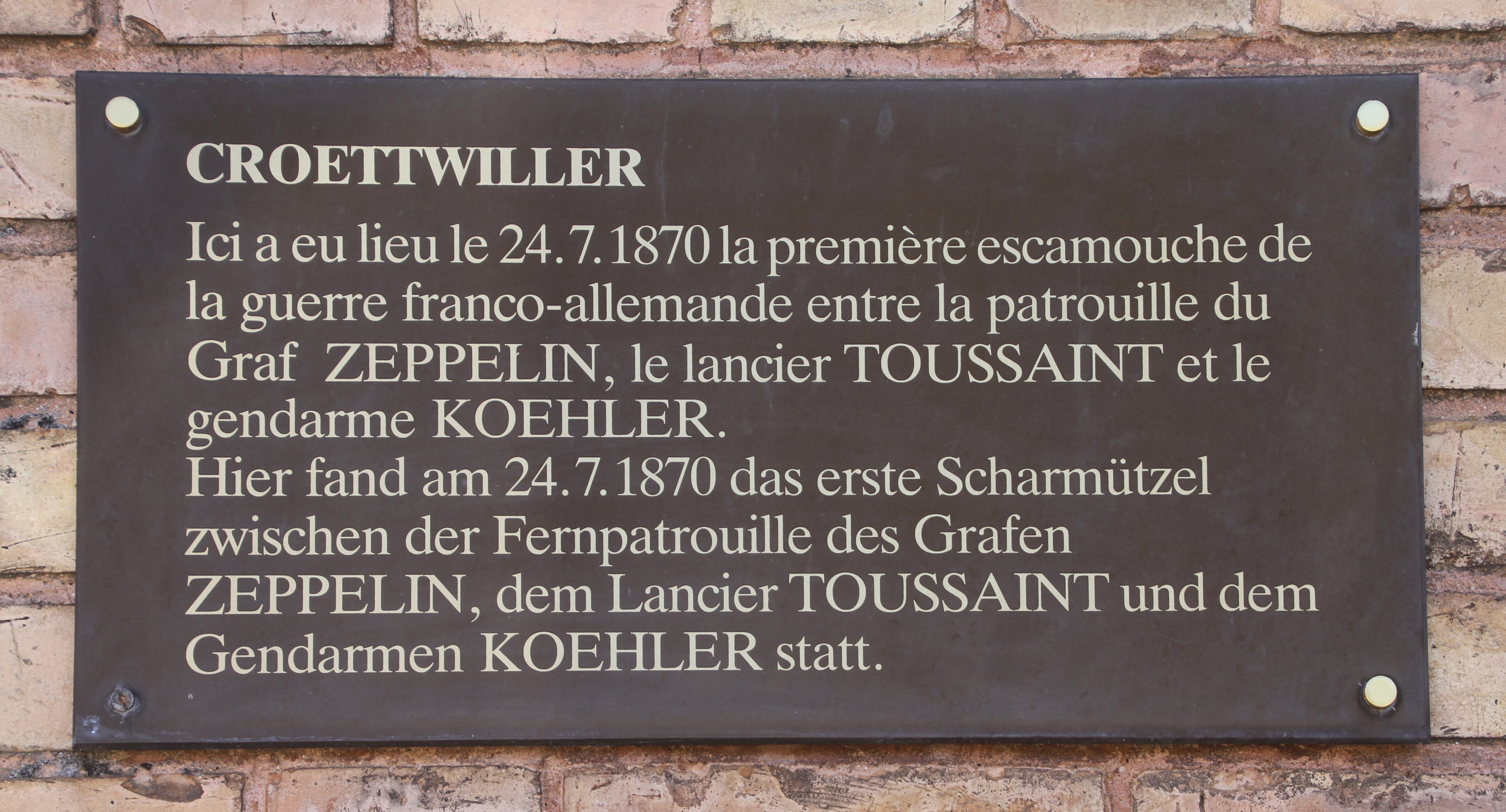
Infotafel an der Mairie

Am 24. Juli 1870 fand in Crœttwiller das erste Scharmützel im französisch-deutschen Krieg 1870/71 zwischen der Fernpatrouille des Grafen Zeppelin, dem Lancier Toussaint und dem Gendarmen Koehler statt.
Von 1871 bis zum Ende des Ersten Weltkrieges gehörte Kröttweiler als Teil des Reichslandes Elsaß-Lothringen zum Deutschen Reich und war dem Kreis Weißenburg im Bezirk Unterelsaß zugeordnet.

### Bevölkerungsentwicklung
| Jahr      | 1910 | 1962 | 1968 | 1975 | 1982 | 1990 | 1999 | 2007 | 2017 |
| --------- | ---- | ---- | ---- | ---- | ---- | ---- | ---- | ---- | ---- |
| Einwohner | 136  | 103  | 106  | 117  | 103  | 111  | 173  | 165  | 176  |